# Jakobsit
Jakobsit är ett manganoferrit eller manganmagnetit som bildar svarta oktaedriska kristaller eller rundade korn. Den ingår i spinellgruppen och bildar en solid lösningsserie med magnetit. Den kemiska formeln är (MnFe)2O4 eller med oxidationstillstånd och substitutioner: (Mn2+,Fe2+,Mg)(Fe3+,Mn3+)2O4.

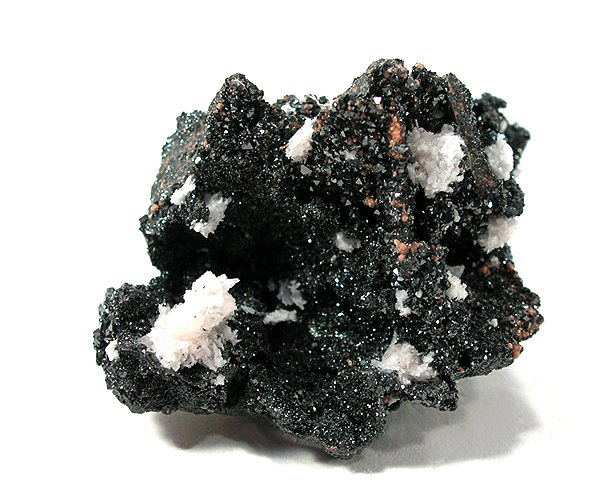
Jakobsit, N'Chwaning-gruvorna, Kuruman, Kalahari manganfält, Norra Kapprovinsen, Sydafrika. Storlek 3,8 x 3,5 x 3,2 cm

## Förekomst
Jakobsit förekommer som en primär fas eller som förändring av andra manganmineral under metamorfos av manganfyndigheter. Typiska förknippade mineraler är hausmannit, galaxit, braunit, pyrolusit, coronadit, hematit och magnetit. Den är ett ferrimagnetiskt ämne och är svagt attraherad av en magnet.
Mineralet har påträffats vid Jakobsberg i Nordmark, Filipstad, i Värmland och andra järngruvor, och har även använts som manganmalm. Namnet är bildat 1869 av den franske mineralogen Alexis Damour.